# Doftana
Doftana est un village faisant partie de la commune de Telega dans le județ de Prahova, en Roumanie.
Elle est connue pour avoir abrité une prison sinistre, la prison de Doftana, où étaient incarcérés dans les années 1930 les détenus politiques.